# قرش السلمون
قرش السلمون (بالإنجليزية: Salmon shark)‏، هو أحد أنواع القروش الأسقمرية الذي يعيش في شمال المحيط الهادئ، ويمتلك بنية جسمية شبيهة بالتونة، كما هو الحال مع غيره من قروش هذه الفصيلة.  
يعتمد في نظامه الغذائي على مجموعة متنوعة من الكائنات البحرية كونه من المفترسات العليا، بما في ذلك السلمون، الحبار، سمك السابل، ثعالب البحر، الطيور، سمك البولوك، والرنجة، وقد استمد اسمه من اعتماده الأساسي على السلمون في غذائه.  
يعرف هذه القرش بقدرته على الحفاظ على درجة حرارة معدته، وهي خاصية غير شائعة بين الأسماك. ومع ذلك، لم يثبت بعد قدرته على تنظيم درجة حرارة جسمه بالكامل بشكل ثابت. كما لوحظ وجود تفاوت غير مفسر في نسبة الذكور إلى الإناث بين تجمعاته في الجزءين الشرقي والغربي من شمال المحيط الهادئ.